# 花帶格粒螺
花帶格粒螺（学名：Inella monovitta）为左錐螺科格粒螺屬下的一个种。